# Castello di Gazzola
Das Castello di Gazzola ist eine  mittelalterliche Niederungsburg in der Gemeinde Gazzola in der italienischen Emilia-Romagna. Die Burg liegt ganz im Süden der Poebene an den ersten Hügeln des Appennins im Bereich des Val Luretta.

## Geschichte
Die Burg wird erstmalig in einem Dokument von 1372 urkundlich erwähnt, in dem sie als Eigentum von Bartolomeo Dolzani bezeichnet wird. Im selben Jahre wurde das Gebäude von den Truppen des Kirchenstaates erobert, die unter dem Kommando des adligen Condottiere Dondazio Malvicini standen. Im folgenden Jahrhundert gelangte die Burg in den Besitz der Familie Anguissola.
Vom 15. bis zum 19. Jahrhundert gehörte sie der Adelsfamilie ‚‘Bonelli‘‘, die sie bis zum Aussterben des Familienzweiges behielt. In der zweiten Hälfte des 19. Jahrhunderts wurde der Besitz aufgeteilt und ein Teil der Burg gelangte in die Hände der Familie Mascaretti, die ihn zwischen 1850 und 1870 für ihre eigenen Wohnzwecke umbauen ließ. Später kaufte die Gemeinde Gazzola das Anwesen. 1880 wurde dort die Gemeindeverwaltung untergebracht.
1978 wurde die Burg Restaurierungsarbeiten unterzogen, die von der Soprintendenza ai Monumenti della Regione Emilia-Romagna geleitet wurden und sowohl die Fassaden als auch die Innenräume betraf.
Das Gebäude wurde dann einige weitere Male restauriert; die letzten Arbeiten wurden 2020 abgeschlossen und es wurden dann dort die Carabinieri forestali kaserniert und einige lokale Vereine untergebracht.

## Beschreibung
Die Burg behielt ihren ursprünglichen, rechteckigen Grundriss mit zwei niederen Türmen mit quadratischem Grundriss, die schräg auf der Seite gegenüber dem Eingang angeordnet sind. Dieser liegt auf der Ostseite und hat eine Vorhalle und eine Loggia, die zum Innenhof führen, wo sich ein barometrischer Brunnen befindet.
Die Innenräume wurden im Barock umfassend umgebaut, ein Eingriff, dem die schmiedeeisernen Geländer an den Balkonen, die Zierschalen aus Stein und die doppelzügige Granittreppe, die den Zugang zu den oberen Stockwerken vermittelt, ihre Existenz verdanken. Im Hauptsalon des Gebäudes gibt es einen offenen Kamin, über dem zur Zier das Familienwappen der ‚‘Bonellis‘‘ angebracht ist. Außer den Innenräumen wurde auch die Fassade zum Innenhof über die Jahre Restaurierungen unterzogen, weil man das Gebäude verschiedenen Zwecken der jeweiligen Eigentümer anpassen musste, die aufeinander folgten.
Nach den 1978 durchgeführten Restaurierungsarbeiten wurden Bögen entdeckt, die vorher vermauert waren, sowie einige Kassettendecken, während die Außenmauern frisch gestrichen wurden.